# Суторина
Суторина је насеље у општини Херцег Нови у Црној Гори. Према попису из 2023. било је 746 становника.

## Географија
Суторина се налази у долини ријеке Суторине која се улива у Бококоторски залив.

## Историја
Суторина се до маја 1947. налазила у склопу НР Босне и Херцеговине, али је усменим договором између црногорских (Блажо Јовановић и Милован Ђилас) и босанскохерцеговачких (Авдо Хумо и Ђуро Пуцар Стари) комуниста додијељена НР Црној Гори, заједно са селима Њивице, Крушевице, Пријевор, Шћепошевиће, Солила, Врбање и Ситница, чија укупна површина износи 75 km². Пре тога је НР Босна и Херцеговина у подручју Суторине имала излаз на Јадранско море и на бококоторски залив у дужини од 7 километара обале.

## Демографија
У насељу Суторина живи 478 пунолетних становника, а просечна старост становништва износи 38,2 година (37,4 код мушкараца и 38,9 код жена). У насељу има 187 домаћинстава, а просечан број чланова по домаћинству је 3,25.
Ово насеље је углавном насељено Србима (према попису из 2003. године), а у последња три пописа, примећен је пораст у броју становника.
|  |

| Демографија | Демографија | Демографија |
| Година      | Становника  | Становника  |
| ----------- | ----------- | ----------- |
|             |             |             |
|             |             |             |
|             |             |             |
|             |             |             |
| 1948.       | 404         |             |
| 1953.       | 410         |             |
| 1961.       | 398         |             |
| 1971.       | 358         |             |
| 1981.       | 437         |             |
| 1991.       | 489         | 469         |
| 2003.       | 622         | 607         |
|             |             |             |

| Етнички састав према попису из 2003.‍ | Етнички састав према попису из 2003.‍ | Етнички састав према попису из 2003.‍ | Етнички састав према попису из 2003.‍ | Етнички састав према попису из 2003.‍ |
| ------------------------------------ | ------------------------------------ | ------------------------------------ | ------------------------------------ | ------------------------------------ |
|                                      |                                      |                                      |                                      |                                      |
| Срби                                 | Срби                                 |                                      | 402                                  | 66,22%                               |
| Црногорци                            | Црногорци                            |                                      | 132                                  | 21,74%                               |
| Хрвати                               | Хрвати                               |                                      | 5                                    | 0,82%                                |
| Југословени                          | Југословени                          |                                      | 2                                    | 0,32%                                |
| непознато                            | непознато                            |                                      | 5                                    | 0,82%                                |

| Година пописа     | 1948. | 1953. | 1961. | 1971. | 1981. | 1991. | 2003. |
| ----------------- | ----- | ----- | ----- | ----- | ----- | ----- | ----- |
| Број домаћинстава | 84    | 81    | 87    | 93    | 121   | 139   | 188   |

| Број чланова      | 1   | 2  | 3  | 4  | 5  | 6  | 7  | 8 | 9 | 10 и више | Просек |
| ----------------- | --- | -- | -- | -- | -- | -- | -- | - | - | --------- | ------ |
| Број домаћинстава | 187 | 29 | 39 | 37 | 43 | 22 | 13 | 3 | 1 | 0         | 0      |

| Пол    | Укупно | Неожењен/Неудата | Ожењен/Удата | Удовац/Удовица | Разведен/Разведена | Непознато |
| ------ | ------ | ---------------- | ------------ | -------------- | ------------------ | --------- |
| Мушки  | 245    | 83               | 151          | 6              | 4                  | 1         |
| Женски | 257    | 65               | 146          | 39             | 4                  | 3         |
| УКУПНО | 502    | 148              | 297          | 45             | 8                  | 4         |

| Пол    | Укупно                    | Пољопривреда, лов и шумарство | Рибарство                            | Вађење руде и камена | Прерађивачка индустрија       |
| ------ | ------------------------- | ----------------------------- | ------------------------------------ | -------------------- | ----------------------------- |
| Мушки  | 108                       | 2                             | 0                                    | 0                    | 5                             |
| Женски | 89                        | 0                             | 0                                    | 0                    | 5                             |
| УКУПНО | 197                       | 2                             | 0                                    | 0                    | 10                            |
| Пол    | Производња и снабдевање   | Грађевинарство                | Трговина                             | Хотели и ресторани   | Саобраћај, складиштење и везе |
| Мушки  | 10                        | 4                             | 27                                   | 9                    | 11                            |
| Женски | 4                         | 2                             | 33                                   | 7                    | 3                             |
| УКУПНО | 14                        | 6                             | 60                                   | 16                   | 14                            |
| Пол    | Финансијско посредовање   | Некретнине                    | Државна управа и одбрана             | Образовање           | Здравствени и социјални рад   |
| Мушки  | 0                         | 1                             | 17                                   | 2                    | 14                            |
| Женски | 0                         | 0                             | 8                                    | 5                    | 18                            |
| УКУПНО | 0                         | 1                             | 25                                   | 7                    | 32                            |
| Пол    | Остале услужне активности | Приватна домаћинства          | Екстериторијалне организације и тела | Непознато            | Непознато                     |
| Мушки  | 4                         | 0                             | 0                                    | 2                    | 2                             |
| Женски | 4                         | 0                             | 0                                    | 0                    | 0                             |
| УКУПНО | 8                         | 0                             | 0                                    | 2                    | 2                             |